# Anton Dumitriu
Anton Dumitriu (n. 31 martie 1905, Brăila, România – d. 8 ianuarie 1992, București, România) a fost un filosof, matematician și logician român de origine greacă.

## Date biografice
S-a născut la Brăila, oraș în care urmează școala primară și liceul. Devine student al Facultății de Științe a Universității din București avându-i drept profesori pe: Gheorghe Țițeica, Dimitrie Pompeiu, Traian Lalescu, Octav Onicescu iar în 1929 obține licența în Matematici. Între 1929 și 1933 a fost profesor de matematică la o școală din Brăila apoi între 1933 și 1938 a fost profesor la Liceul „Mihai Eminescu” din București. În 1934, Anton Dumitriu devine asistent la cursul de geometrie descriptivă de la Școala Politehnică din București.:p. 261
Între timp studiază cursuri de filosofie și în 1938 își susține doctoratul în filosofie cu teza Bazele filosofice ale științei în fața unei comisii al cărei președinte a fost Constantin Rădulescu-Motru iar referent Petre P. Negulescu. În același an devine asistent la cursul de Logică de la Facultatea de Litere și Filosofie a Universității București, parcurgând succesiv funcțiile de conferențiar și profesor titular al catedrei de Logică. Timp de cinci ani (1942-1947) este directorul publicației universitare „Caiete de Filosofie” iar între 1944-1946 este directorul săptămânalului „Democrația”. A publicat atât în reviste românești (Revista de Filosofie, Revista Fundațiilor Regale, etc.) cât și străine (The Journal of History of Philosophy, Scientia, Notre Dame Journal of Formal Logic, Il Contributo, etc.).

### Politician
Între 1946-1948 este deputat în Parlament dar în 1948 este înlăturat de la Universitate împreună cu alți profesori printre care C. Rădulescu Motru, I. Cartojan, etc.
După 23 august, el s-a înscris întâi în Partidul Liberal brătienist, unde i s-au pus la dispoziție mijloace financiare pentru editarea ziarului „Democrația” (oct. 1944 – iul. 1945). Văzând că partidul din care face parte nu avea perspective de guvernare, a trecut la celălalt partid liberal condus de Tătărescu, care colabora cu guvernul prezidat de dr. Petru Groza. Ca recompensă, a fost numit administrator al celei mai mari societăți petrolifere cu capital românesc, Creditul Minier.

### Parcursul academic
După studii de matematică la Universitatea din București, devine în 1934 asistent universitar al Școlii Politehnice. Interesat de fundamentele logice și filosofice ale matematicilor, pregătește o teză doctorală în filosofie cu titlul Bazele filosofice ale științei, pe care o susține în 1938, la Universitatea din București. În același an, devine asistent la catedra de logică a Facultății de Litere și Filozofie. Datorită poziției sale politice, Anton Dumitriu este nevoit să-și întrerupă parcursul său intelectual în 1948, odată cu reforma comunistă a învățământului românesc, când este arestat. Deținut politic în perioada 1948–1954, revine abia în 1964, când este „reintegrat” ca cercetător la Centrul de Logică al Academiei Române. Reluând mai vechile sale contacte internaționale, colaborează cu studii la câteva dintre cele mai importante reviste internaționale. Beneficiind de o perioadă de relativă deschidere politică, a putut onora invitațiile de a preda ca profesor onorific la Facultatea Liberă de Filozofie Arhivat în 1 octombrie 2020, la Wayback Machine. Comparată din Paris și la Institutul Superior de Științe Umane din Urbino. Este cooptat ca membru al consiliului științific al unor reviste consacrate – International Logic Review, Il Contributo, Theoria – și primește câteva importante distincții naționale – premiului Academiei Române – și internaționale – membru al Academia Mediterranea del Dialogo (Roma), al Academia Marchese (Ancona), al Centro Superiore di Logica e Scienzia Comparate (Bologna).  

### Asocieri profesionale
În 1964 a fost numit cercetător la Centrul de logică al Academiei iar mai târziu șeful sectorului de cercetări privind logica clasică din cadrul Centrului.
A fost membru al Academiei Mediteranea del Dialogo din Roma, al Academiei Marchese din Ancona și al Centrului superior de Logică și știință comparată, a fost profesor onorific la Facultatea liberă de filosofie comparată din Paris și la Institutul superior de științe umane din Urbino.

## Premii
- Marele premiu de Stat acordat de Academia Română pentru „Logica nouă”, 1940
- Premiul Societății Gazeta Matematică, 1947
- Premiul Academiei Române pentru „Soluția paradoxurilor logico-matematice”, 1968
- Premiul revistei Săptămâna, 1981
- Premiul Academiei Române pentru „Alétheia”, 1984
- Premiul revistei Flacăra, 1984
- Premiul revistei Atheneu, 1985

## In memoriam
Din octombrie 2010, școala nr. 10 din Brăila se numește "Anton Dumitriu".

## Cărți
- Valoarea metafizică a rațiunii, 1933
- Logica nouă, 1940
- Logica polivalentă, 1943
- Orient și Occident, 1943
- Paradoxurile logice, 1944
- Curs de istoria logicii, 1947-1948
- Soluția paradoxurilor logico-matematice, 1968
- Mecanismul logic al matematicilor, 1968
- Istoria logicii, 1969
- Teoria logicii, 1973
- Philosophia mirabilis, 1974
- Cartea întâlnirilor admirabile, 1981
- Alétheia, 1984
- Eseuri, 1986
- Culturi eleate și culturi heracleitice, 1987
- Homo universalis. Încercare asupra naturii realității umane, Editura Eminescu, 1990
- Valoarea metafizică a rațiunii (reeditare), Editura Grinta, 2001, ediție îngrijită și studiu introductiv de Mircea Arman
- Jurnal de idei, Editura Tribuna, 2014, manuscris inedit, ediție îngrijită și prefață de Mircea Arman